# Dorcus sawaii
Dorcus sawaii es una especie de coleóptero de la familia Lucanidae.

## Distribución geográfica
Habita en Zhejiang (China).